# Trude Sojka
Trude Sojka, pełne imię i nazwisko Gertrude Sojka-Schwarz (ur. 9 grudnia 1909 w Berlinie, zm. 18 marca 2007 w Quito) – czesko-ekwadorska malarka i rzeźbiarka.
Pod koniec II wojny światowej przebywała w obozie pracy w Sieniawce (dawniej Klein-Schönau), gdzie kilka dni przed wyzwoleniem urodziła córkę.